# Opel Omega
L'Opel Omega è un'autovettura di fascia alta (segmento E) prodotta dalla casa automobilistica tedesca Opel dal 1986 al 2003. In Regno Unito la stessa vettura venne commercializzata come Vauxhall Carlton (prima generazione) e come Vauxhall Omega (seconda generazione). È da considerarsi come l'ultima delle ammiraglie della casa, non avendo avuto nessuna erede diretta nei listini alla fine della produzione.

## Omega A (1986-1993)

### Genesi e debutto
L'idea di una nuova berlina di fascia alta destinata a sostituire la Rekord si fece strada nel direttivo della casa di Rüsselsheim in un periodo particolare, ossia all'inizio degli anni '80 del secolo scorso, quando il mondo stava uscendo dalle due crisi petrolifere verificatesi nel decennio precedente. Molti furono i costruttori che avevano già avviato ricerche più approfondite sull'aerodinamica allo scopo di realizzare vetture più profilate che potessero contribuire al contenimento dei consumi. Tra questi l'Audi che già durante tutta la seconda metà degli anni '70 stava lavorando alla terza generazione della 100, vettura che si sarebbe in effetti distinta dalla concorrenza per le sue spiccate doti aerodinamiche. Alla Opel decisero di seguire una strada analoga e già all'alba degli anni '80 i designer cominciarono a lavorare a prototipi studiati alla galleria del vento, anche in modo da imbastire il progetto relativo alla futura erede della Rekord E. Le specifiche imposte dal consiglio di amministrazione della Opel ai propri responsabili di progetto e ai relativi team di progettazione non furono facili da soddisfare. Questo sia per il fatto che si voleva effettivamente una vettura che costituisse un vero e proprio punto di rottura rispetto alla recente produzione Opel, sia per il fatto che le ultime due generazioni di Opel Rekord sostanzialmente non furono altro che versioni ricarrozzate della Rekord C prodotta fra il 1966 e il 1972 e che quindi da quasi tre lustri i progettisti Opel erano stati ben abituati a limitarsi al minimo indispensabile per proporre delle berline di fascia alta nella gamma della casa di Rüsselsheim. D'altra parte, con una concorrenza sempre più agguerrita, la Opel non poté certamente permettersi di continuare a proporre quella che ormai cominciava ad apparire come una minestra riscaldata anche agli occhi della stessa clientela, ragion per cui la General Motors, all'epoca detentrice del marchio Opel, si decise a stanziare finanziamenti ingenti per l'implementazione di nuove tecnologie di sviluppo e progettazione, in particolare per i software dedicati alla progettazione assistita da computer, nella fattispecie CAD e CNC. Risale al settembre 1981 la presentazione della concept Tech 1, la quale propose alcuni temi stilistici che verranno poi applicati anche alla futura berlina di fascia alta, nonché un coefficiente di penetrazione aerodinamica a dir poco eccezionale per una vettura di quegli anni, appena 0,235. A questa concept seguì, un anno dopo, la prima applicazione di alcuni di questi temi stilistici nel restyling della Rekord E, il cui frontale subì un drastico ridisegnamento avvicinandosi molto a quello della Tech 1 e anticipando anche quello ancor più affinato della sua erede. Tra l'altro, gli studi sull'aerodinamica finalizzati all'applicazione sull'erede della Rekord vennero condotti mediante la consulenza di note firme del design, come la Pininfarina, e di rinomate strutture specializzate, come l'Università di Stoccarda e l'olandese DNW.
Nel corso della prima metà degli anni '80 il progetto venne portato avanti con meticolosità, specie per quanto riguardava il fattore aerodinamico, ma anche sul piano dell'efficienza dei motori, che vennero sottoposti a ottimizzazioni per incrementare ulteriormente il risparmio di carburante. La produzione dei primi esemplari di preserie venne avviata nel mese di agosto del 1986, poco prima che l'azienda chiudesse per le ferie estive. Si riprese a settembre con la produzione degli esemplari da distribuire nei concessionari. La presentazione della vettura si ebbe al Salone di Parigi tenutosi ad ottobre. Cominciò così la carriera commerciale della nuova Omega: questa denominazione, che richiama l'ultima lettera dell'alfabeto greco, fu scelta per sottolineare la fine di un'era nella produzione di berline grandi e medio-grandi di casa Opel, ma anche l'inizio di un nuovo corso produttivo in cui le moderne tecnologie di progettazione assistite dal computer cominciavano già all'epoca a farla da padrone e a risultare indispensabili per una produzione di qualità.  Ciò valse in particolar modo per vetture come la Omega, che in realtà non fu concepita semplicemente per sostituire la Rekord E, ma anche la Commodore, ormai non più in listino da quattro anni. Per questo la Omega andò a posizionarsi leggermente più in alto rispetto alla Rekord stessa, essendo stata progettata per ospitare motori a quattro ma anche a sei cilindri. Da ciò deriva anche un secondo aspetto della filosofia progettuale della prima Omega, ossia quello di rompere con la politica di concorrenza basata sul prezzo ridotto per orientarsi su un tipo di concorrenza basata invece sulla qualità e la ricercatezza delle soluzioni tecniche, stilistiche e anche di comfort interno.

### Design esterno ed interno

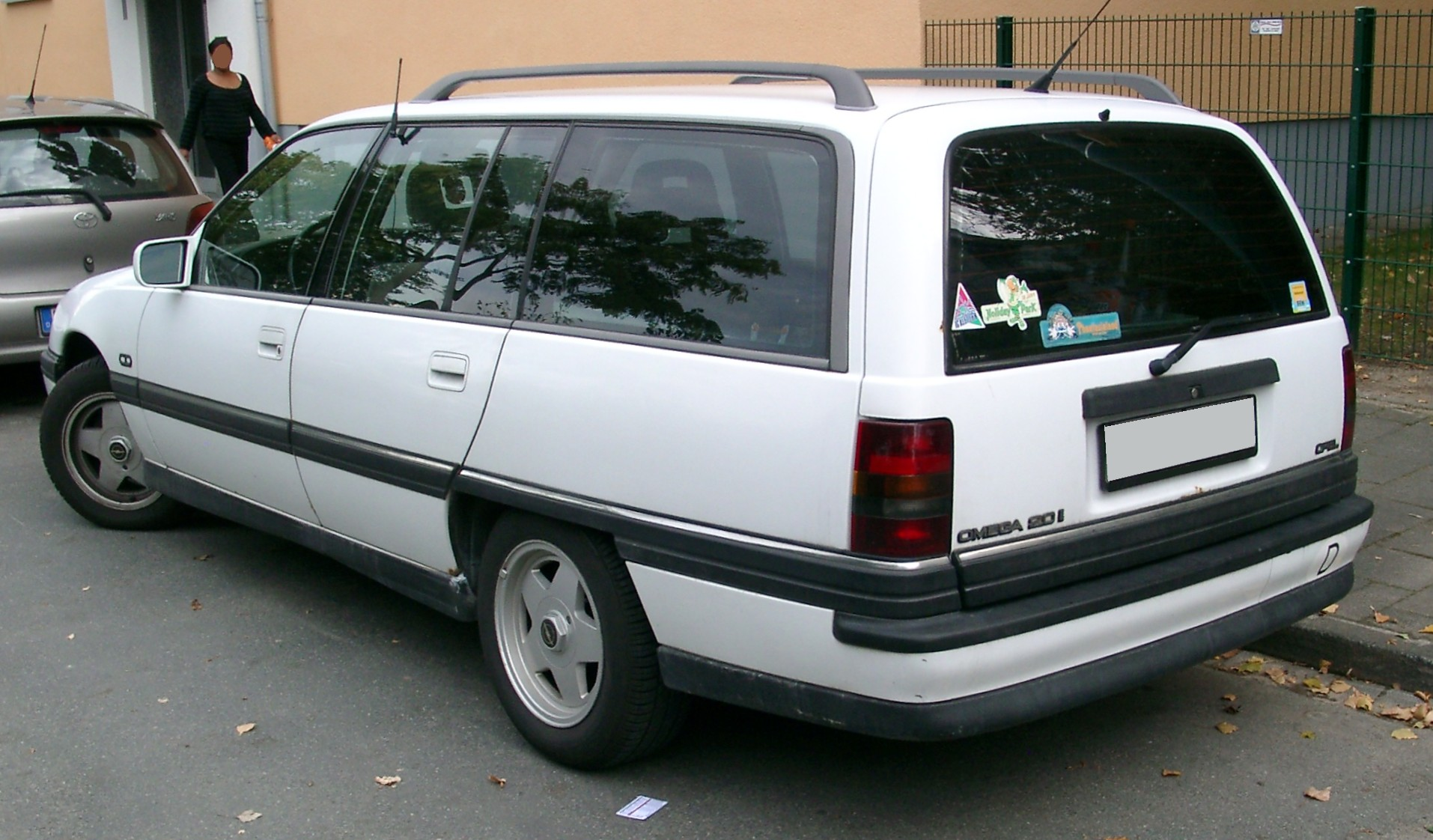
Una Omega Caravan

Apparentemente più imponente della Rekord, la Omega ne riprese in realtà gli ingombri, anche se la base meccanica fu in realtà del tutto nuova. Ciò che però balzava all'occhio osservando la nuova berlina di casa Opel furono le forme molto più levigate e arrotondate, con superfici lisce realizzate in galleria del vento e prendendo esempio dalle grandi berline, come appunto l'Audi 100, che già erano state progettate puntando sull'ottimizzazione aerodinamica. E proprio la berlina di Ingolstadt, che fino a quel momento era stata la migliore della sua categoria per quanto riguardava il coefficiente di penetrazione aerodinamica grazie al suo Cx di 0,30, perse il suo primato proprio con l'arrivo della Omega in quanto quest'ultima fece registrare un Cx di 0,28. Il frontale della Omega A rappresentava una decisa evoluzione degli stilemi già anticipati nel 1982 con il lancio della Rekord E restyling: nel nuovo modello venne ripresa infatti l'impostazione stilistica a calandra bassa, in modo da dare più spazio alla liscia lamiera del cofano motore, e a fari trapezoidali, stavolta sigillati al paraurti mediante apposite guarnizioni in gomma per limitare le turbolenze aerodinamiche nel vano motore, e dagli angoli più smussati per meglio riprendere la forma del "muso" della vettura, a sua volta molto più arrotondato che non quello della Rekord E2. Il tema aerodinamico prosegue anche lungo la vista laterale, dove sono visibili il disegno dei montanti dagli spigoli arrotondati, finestrini e maniglie porta a filo con la carrozzeria e, anche nelle versioni base, i copricerchi dal disegno specifico realizzati anche in questo caso in funzione di una maggior efficienza aerodinamica. Della concept Tech 1 vennero ripresi motivi stilistici come la vistosa modanatura laterale che tagliava longitudinalmente la fiancata in due e andando a costituire parte del disegno del passaruota posteriore. La parte posteriore della vettura era caratterizzata invece da un lunotto leggermente avvolgente e da gruppi ottici di forma quadrangolare con grafiche ad elementi orizzontali. 

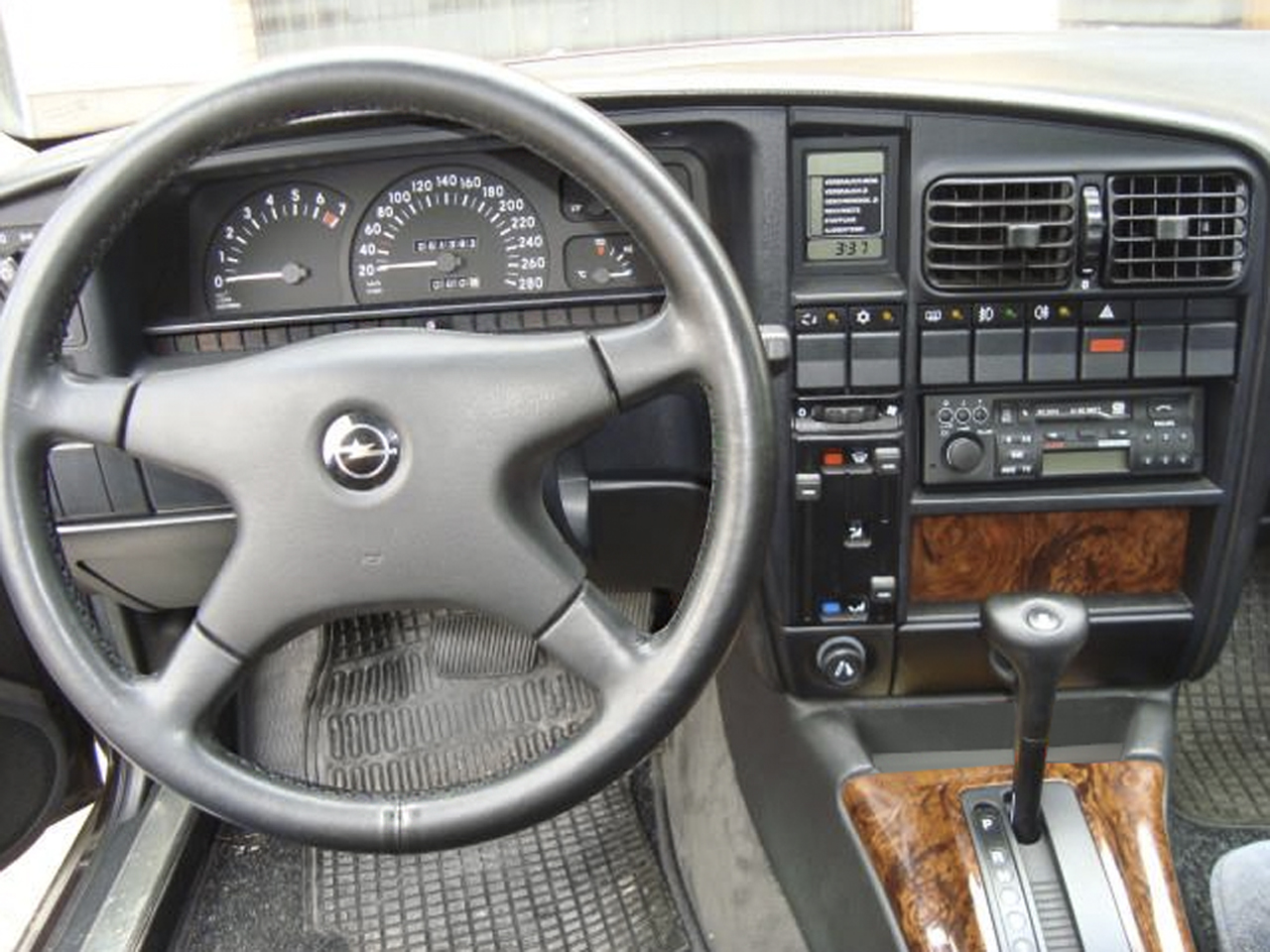
Il posto guida di una Omega A

L'abitacolo della Omega era molto spazioso grazie anche alla sua totale riprogettazione e all'aumento del passo aumentato di 6 cm, anche se il passeggero centrale sul divano posteriore si trovava scomodo per via della presenza del tunnel centrale di trasmissione. Il posto guida era caratterizzato dal volante a quattro razze e dal razionale quadro strumenti comprensivo di tachimetro, contagiri, termometro dell'acqua, livello carburante, orologio digitale e computer di bordo. Tra gli altri dispositivi presenti nella dotazione, vi era anche un dispositivo elettronico di autodiagnostica, utile ai tecnici Opel per rilevare eventuali guasti. Anche il resto della plancia e la console centrale erano state disegnate all'insegna della razionalità, un criterio tipico delle Opel prodotte da quel periodo in poi. La capacità del bagagliaio era di 399 litri, ma abbassando il bracciolo centrale del divano, s potevano raggiungere anche 520 litri.
Fin da subito, la Omega venne proposta anche con carrozzeria station wagon che, secondo la tradizione Opel, venne denominata Caravan. Questa variante di carrozzeria era caratterizzata da un vano bagagli assai più voluminoso, che andava da 540 litri fino alla cappelliera, a 1.020 litri fino al tetto, per arrivare a ben 1.850 litri abbattendo lo schienale del divano posteriore. Per quanto riguarda l'aspetto aerodinamico, anche la Omega Caravan vantava un Cx di tutto rispetto, pari a 0,32.

### Struttura, meccanica e motori
La prima generazione dell'Omega manteneva lo schema meccanico della Rekord, vale a dire con motore anteriore longitudinale e trazione posteriore. Il pianale utilizzato dalla Omega A sarebbe stato condiviso l'anno seguente con la Senator B. Il comparto sospensivo vedeva la riconferma dello schema MacPherson all'avantreno e il nuovo retrotreno a ruote indipendenti con bracci triangolari obliqui. Su entrambi gli assi erano presenti molle elicoidali ed ammortizzatori idraulici telescopici. L'impianto frenante era a quattro dischi su tutta la gamma con ABS a richiesta, mentre lo sterzo era a circolazione di sfere.
Al suo debutto, per la prima generazione della Omega vennero previste le seguenti motorizzazioni, tutte a quattro cilindri e con distribuzione monoalbero in testa:
- 1.8: motorizzazione di base da 1796 cm3, alimentata a carburatore ed in grado di erogare 90 CV di potenza massima (82 CV se con catalizzatore optional);
- 1.8i: motorizzazione basata sull'unità precedente, ma dotata di alimentazione ad iniezione elettronica e con potenza massima di 115 CV;
- 2.0i: motore da 1998 cm3 con alimentazione ad iniezione elettronica e con potenza massima di 122 CV (115 CV se con catalizzatore);
- 2.3 D: motore diesel aspirato da 2260 cm3 con potenza massima di 73 CV;
- 2.3 TD: motore turbodiesel con precamera, della stessa cilindrata del precedente ma con potenza massima lievitata a 90 CV.

Scelta obbligata, almeno inizialmente, per il tipo di trasmissione, consistente in un cambio manuale a 5 marce.

### Carriera commerciale della Omega A

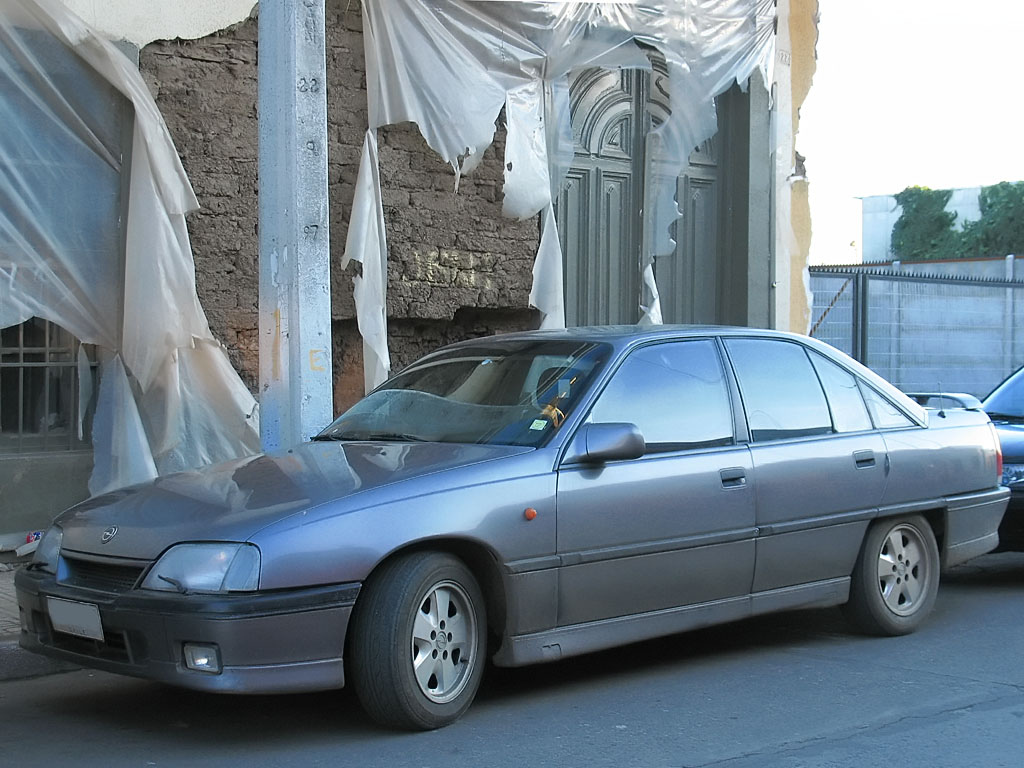
Una Omega con motore 3.0

La Omega A riscosse da subito un buon successo di vendite: i suoi contenuti di livello, almeno per l'epoca, non catturarono però solo l'attenzione della potenziale clientela, ma anche della stampa, a tal punto che all'inizio del 1987 la vettura ricevette l'ambito premio di Auto dell'anno. Nell'agosto del 1987, l'unità di base da 1.8 litri, già disponibile in due livelli di potenza, fu rimpiazzata dalla versione 1.8 S, sempre con alimentazione a carburatore e con potenza di 88 CV. Contemporaneamente, dopo una permanenza in listino di appena un anno, scomparvero le motorizzazioni 1.8i e 2.0i non catalizzate, lasciando campo libero solo al motore 2 litri catalizzato da 115 CV. Sempre nell'agosto del 1987 venne introdotta la prima motorizzazione a 6 cilindri, caratterizzata da una cilindrata di 2969 cm3, con alimentazione ad iniezione elettronica ed in grado di erogare una potenza massima di 177 CV, che scendevano a 156 se la stessa motorizzazione era provvista di catalizzatore. Con quest'ultima motorizzazione, la Omega andò di fatto a porsi anche come sostituta dell'ultima generazione della Commodore, ormai non più in listino da cinque anni. Esteriormente le Omega equipaggiate con tale motore erano riconoscibili per lo spoiler posteriore sul coperchio del vano bagagli, le minigonne laterali e la calandra e i paraurti ridisegnati.
Nell'agosto 1988 fu introdotta una nuova motorizzazione da 2.4 litri, in modo da colmare in parte il vuoto tra il 2 litri ed il 3 litri benzina. Tale motore, della cilindrata di 2410 cm3, erogava una potenza massima di 125 CV. Contemporaneamente, il 3 litri da 177 CV divenne anch'esso catalizzato, ma venne anche rivisitato in maniera tale da non subire cali di potenza e senza sostituire l'altro 3 litri presente in gamma, quello da 156 CV. Sempre nello stesso periodo, il 2.3 TD ricevette un intercooler per il raffreddamento del turbocompressore e la sua potenza salì a 100 CV.
Nel febbraio del 1989 al Salone di Ginevra venne presentata la Omega Lotus, una vera e propria supercar equipaggiata con un 6 cilindri biturbo da 3,6 litri e con potenza massima di 377 CV. Nell'ottobre dello stesso anno scomparvero dalla gamma motori il 1.8 e il 3 litri da 156 CV, mentre il 2.3 diesel aspirato ricevette il catalizzatore. Sempre nello stesso periodo, venne introdotta la Omega 3000 24v, prima Omega dotata di motore bialbero in testa: il suo motore da 3 litri riuscì ad erogare in questo modo una potenza massima di 204 CV.
Nel luglio del 1990 vi fu un leggerissimo aggiornamento estetico che comportò la comparsa di un sottile profilo cromato che percorreva tutto il perimetro della vettura passando appena sopra la modanatura laterale e tra i gruppi ottici e i paraurti. Posteriormente, le plastiche dei fari divennero brunite. Per quanto riguarda la gamma motori, la Omega 3000 24v cambiò nome e divenne Omega 3.0i 24v, ma sempre con il già citato 3 litri da 204 CV. Anche la Caravan, fino a quel momento sprovvista di questo motore, beneficiò del suo arrivo, ma con potenza di 200 CV. La novità motoristica più consistente fu però l'arrivo di un nuovo 6 cilindri, questa volta da 2,6 litri e con potenza massima di 150 CV. Invariati i motori a gasolio, mentre per quanto riguarda le motorizzazioni inferiori, si ebbe la produzione di un piccolo lotto di Omega con motore 2 litri da appena 100 CV, destinato ad utilizzi istituzionali. Nel mese di settembre venne commercializzata sempre a tiratura limitata la Omega 500 Evolution, una versione realizzata in collaborazione con il preparatore tedesco Irmscher ed equipaggiata con un 3 litri aspirato da 230 CV, la base delle Omega impiegate nel DTM. Poco dopo, cominciarono le prime consegne della Omega Lotus presentata oltre un anno e mezzo prima, mentre l'ABS divenne di serie su tutta la gamma.
Nell'agosto del 1991 venne tolto di listino il motore 2.4 da 125 CV, mentre un anno dopo gli allestimenti vennero arricchiti e vi fu una leggera riduzione di prezzo di alcuni optional. Pochi mesi dopo, tutte le motorizzazioni vennero dotate di un nuovo catalizzatore, in grado di soddisfare l'imminente normativa Euro 1, mentre le Omega equipaggiate con motorizzazioni a 6 cilindri vennero dotate di servosterzo a gestione elettronica.
La produzione della Omega di prima generazione cessò nell'agosto del 1993, ma la vettura permase per diversi mesi a listino in entrambe le configurazioni di carrozzeria per smaltire le scorte giacenti. Gli ultimi esemplari vennero consegnati nel marzo 1994, dopodiché venne introdotta la seconda generazione della Omega.

### LaOmega Evolution 500

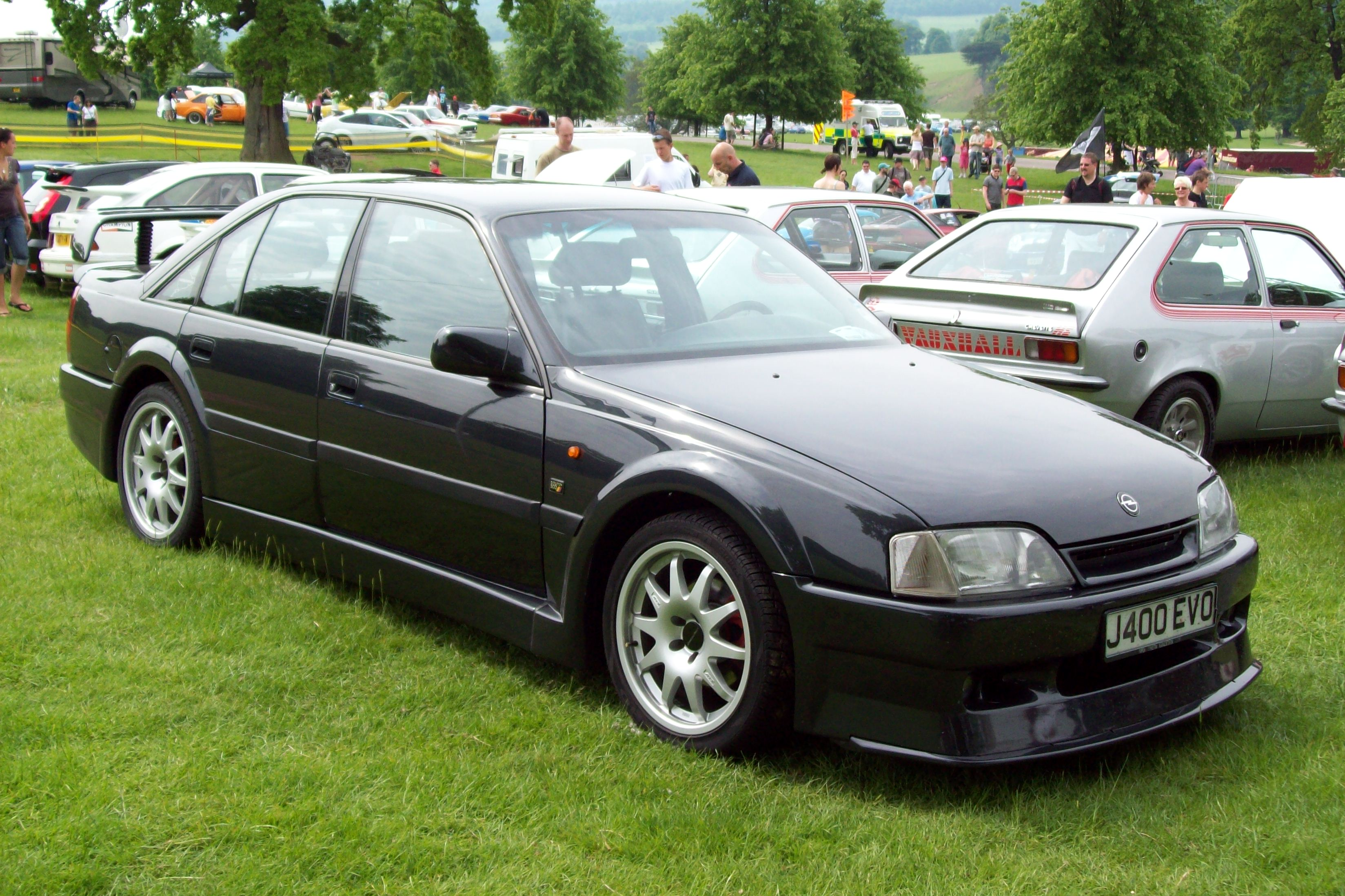
Una Opel Omega Evolution 500

All'inizio del 1990 fu realizzata una serie molto limitata (solo 500 esemplari) di Omega Evolution 500, che altro non era che la versione stradale della vettura che avrebbe partecipato, senza molto successo, al DTM. La Omega Evolution 500 fu realizzata da Opel in collaborazione con Irmscher, un preparatore ancor oggi legato alla Opel nel settore delle elaborazioni e del Tuning. La vettura prese come base il 3 litri della normale produzione Omega, che però fu rielaborato fino a raggiungere 230 CV nella versione stradale e fino a ben 440 nella versione da gara. Le rivisitazioni al motore inclusero un nuovo albero a gomiti forgiato, pistoni alleggeriti di 150 g l'uno e rivisitazione alle bielle. La velocità massima era di 249 km/h, che però divennero quasi 300 nella Omega Evo 500 da gara. La versione stradale era necessaria per l'omologazione della vettura nel campionato tedesco e andò a fronteggiare una concorrenza costituita da berline vitaminizzate di fascia alta e medio-alta, come la Mercedes-Benz 190 2.5 Evo e la Ford Sierra Cosworth. Esternamente la 500 Evolution era chiaramente distinguibile per lo spoiler posteriore, il paraurti anteriore con spoiler integrato, i passaruota maggiorati ed allargati, nonché i cerchi di diametro maggiore.

### Omega Lotus

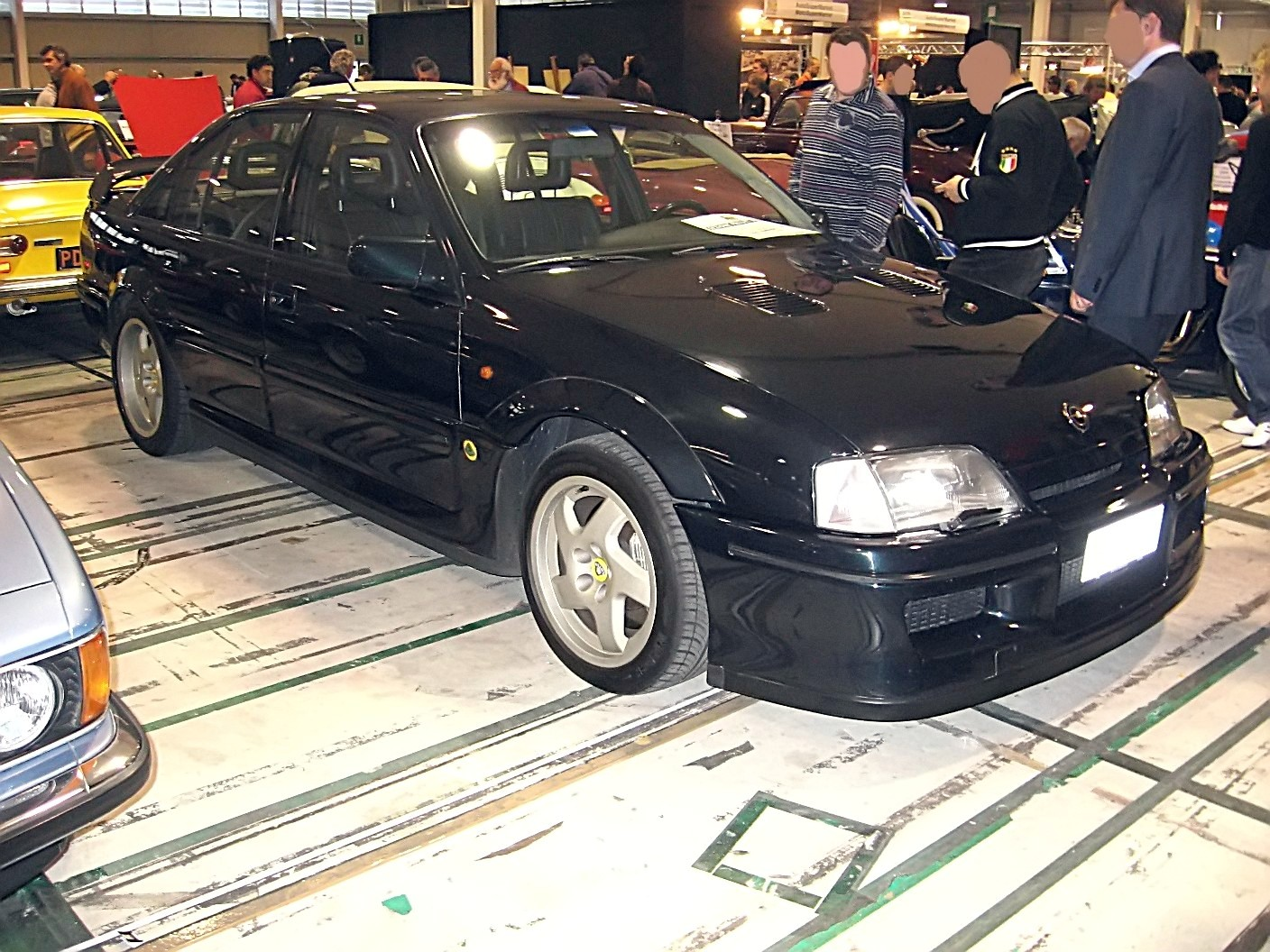
Una Opel Omega Lotus

L'Omega Lotus rappresenta ancor oggi una delle icone per quanto riguarda le berline estreme ad alte prestazioni. La storia di questa vettura risale alla fine degli anni '80, dopo la realizzazione della Evo 500, si decise, sulla base di quest'ultima, di realizzare una versione ancora più estrema. Il progetto fu avviato nel 1989, ma la vettura definitiva fu pronta solo nel 1990. Per realizzare l'Omega Lotus, la Casa tedesca si rivolse alla Lotus (casa che da sempre vantava un indiscusso passato sportivo di alto livello), all'epoca di proprietà della General Motors. In un primo momento i tecnici Inglesi cercarono di mettere, sotto il cofano dell'Omega, il V8 della Corvette ZR1, ma il tentativo fu vano. Quindi si pensò di elaborare la meccanica originaria, cioè il 3.0 6L che già montava nella sua versione di punta. Fu allungata la misura della corsa (da 69.8 ad 85 mm) fino a toccare i 3615 cm³ di cilindrata. Ma non fu tutto: assieme a tale operazione, già profonda di per sé, venne diminuito drasticamente il rapporto di compressione per poter montare ben due turbine Garrett T25. L'affidabilità era garantita da un potente sistema di raffreddamento, un intercooler aria-acqua, due radiatori dell'olio e un sistema elettronico per il funzionamento del raffreddatore a motore spento. Ed inoltre, dalla Chevrolet Corvette ZR1 fu preso il cambio a 6 marce, mentre il differenziale era di origine Holden. Furono rivisti anche i freni, tutti e quattro a disco autoventilanti, del diametro di 330 mm dotati di pinze ad alte prestazioni.

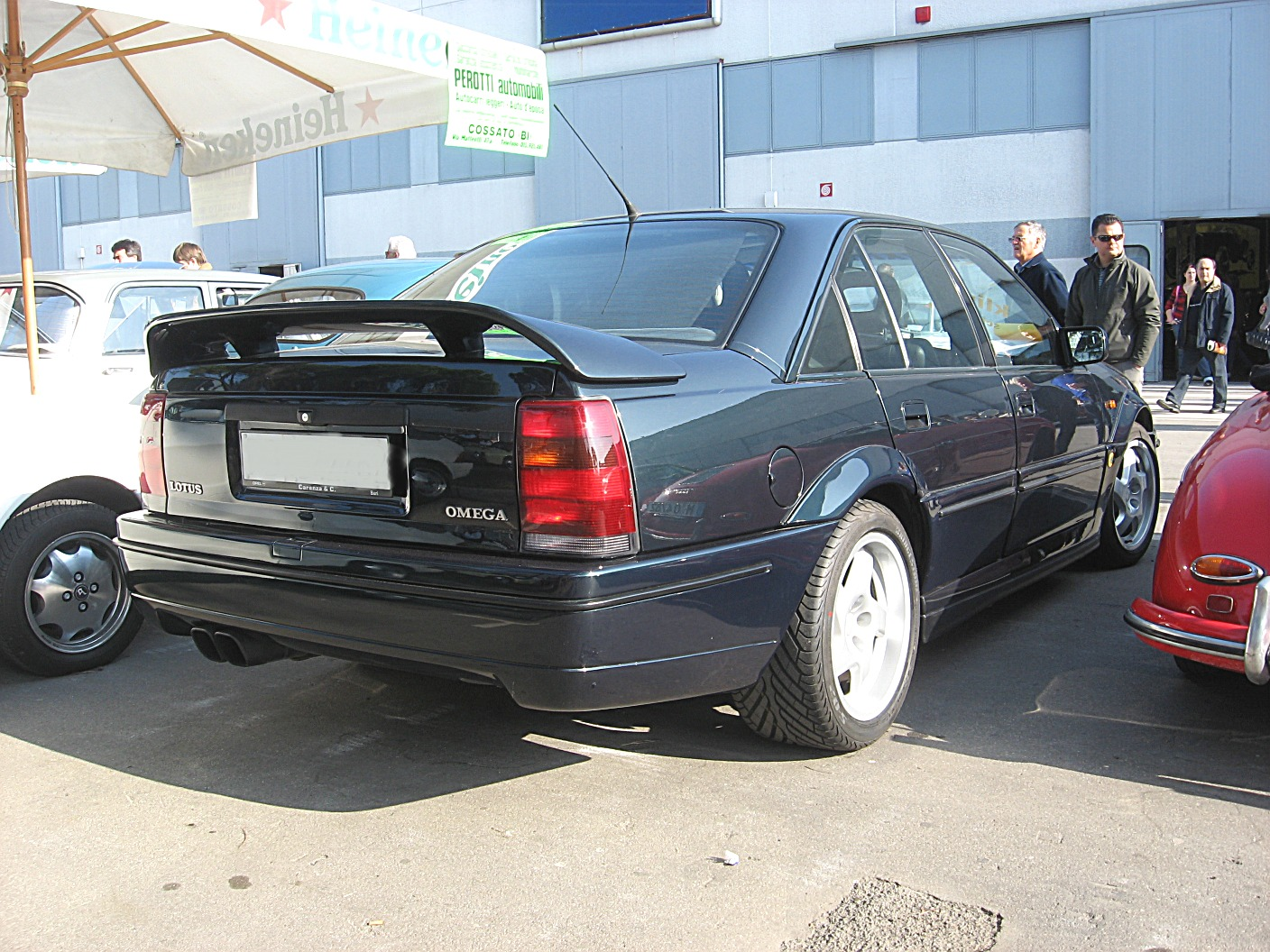
Vista posteriore

La carrozzeria presentava numerose modifiche, paraurti con spoiler maggiorati, alettone posteriore per aumentarne la stabilità, passaruota allargati per ospitare pneumatici 265/40 ZR 17 dietro e 235/45 ZR17 avanti. La vettura così ottenuta disponeva di una potenza massima di 377 CV (277 Kw) e raggiungeva una velocità massima di ben 283 km/h, scattando da 0 a 100 km/h in soli 5 secondi. 
L'Omega Lotus fu la berlina a quattro porte più veloce del mondo: fu prodotta fino al 1993 in circa un migliaio di esemplari, di questi si ritiene che circa 750 furono commercializzate con marchio Opel, mentre le rimanenti vennero destinate ai mercati britannici, allestite con guida destra e commercializzate come Vauxhall Carlton Lotus.

### Le altreOmegaspeciali

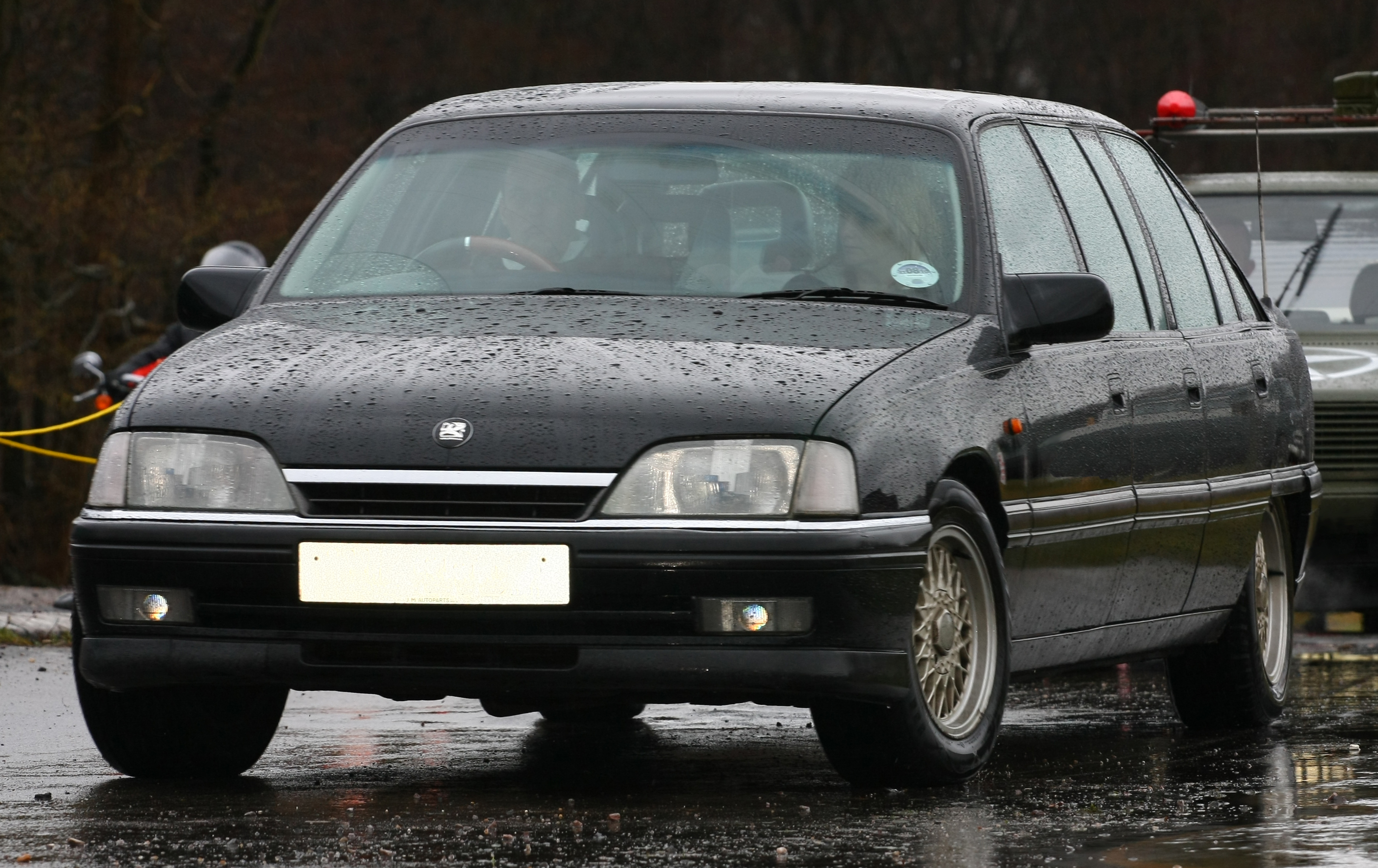
La Omega a sei porte della Armbruster & Stageway

La Omega 500 Evolution non fu l'unica Omega "speciale" a tiratura limitata. La stessa Irmscher che ne curò la realizzazione fu anche l'artefice di altre versioni basate sulla Omega A, ma mai distribuite attraverso la rete ufficiale Opel, bensì ricavate sulla base di esemplari già esistenti e trasformati dal preparatore tedesco. Queste versioni montavano motori a 6 cilindri da 3,6 litri previsti con potenze massime di 197 e 208 CV, oppure da 4 litri e 272 CV di potenza massima.
Un'altra Omega particolare, proposta in esemplare unico, fu quella a passo lungo e a sei porte realizzata dalla Armbruster & Stageway, una carrozzeria americana specializzata in trasformazioni speciali di autovetture. Questa Omega aveva un interasse allungato di circa 90 cm, quindi con una lunghezza massima totale di 5,58 metri, con spazio a bordo per ben otto persone e con un peso a vuoto di 1555 kg.

### Tabella riepilogativa
Nella seguente tabella sono riportate le caratteristiche tecniche delle principali versioni della Omega A. Non tutte le motorizzazioni qui raccolte sono state spalmate uniformemente in tutti i mercati, alcune sono state previste in alcuni mercati piuttosto che in altri:
| Opel Omega A (1986-93) |             |        |            |                                                                              |                |                |                    |                    |              |                     |                    |                    |
| Modello                | Carrozzeria | Motore | Cilindrata | Alimentazione                                                                | Potenza CV/rpm | Coppia Nm/rpm  | Cambio/ N°rapporti | Massa a vuoto (kg) | Velocità max | Acceler. 0–100 km/h | Consumo (l/100 km) | Anni di produzione |
| Versioni a benzina     |             |        |            |                                                                              |                |                |                    |                    |              |                     |                    |                    |
| 1.8 Kat                | Berlina     | 18NV   | 1796       | Carburatore Pierburg 2E3                                                     | 82/5400        | 135/3000       | Manuale 5 marce    | 1.150              | 175          | 15"                 | 10,5               | 08/1986-08/1987    |
| 1.8 Kat                | Caravan     | 18NV   | 1796       | Carburatore Pierburg 2E3                                                     | 82/5400        | 135/3000       | Manuale 5 marce    | 1.220              | 167          | 15"                 | 10,5               | 08/1986-08/1987    |
| 1.8 S                  | Berlina     | E18NVR | 1796       | Carburatore Pierburg 2EE                                                     | 87/5200        | 140/3400       | Manuale 5 marce    | 1.150              | 179          | 14"                 | 10,1               | 08/1987-10/1989    |
| 1.8 S                  | Caravan     | E18NVR | 1796       | Carburatore Pierburg 2EE                                                     | 87/5200        | 140/3400       | Manuale 5 marce    | 1.220              | 170          | 15"                 | 10,7               | 08/1987-10/1989    |
| 1.8                    | Berlina     | 18SV   | 1796       | Carburatore Pierburg EE                                                      | 90/5200        | 148/3400       | Manuale 5 marce    | 1.150              | 183          | 14"                 | 9,5                | 08/1987-10/1989    |
| 1.8                    | Caravan     | 18SV   | 1796       | Carburatore Pierburg EE                                                      | 90/5200        | 148/3400       | Manuale 5 marce    | 1.220              | 175          | 15"                 | 9,5                | 08/1987-10/1989    |
| 1.8i                   | Berlina     | 18SEH  | 1796       | Iniezione elettronica Bosch L-Jetronic L3.1                                  | 115/5600       | 160/4600       | Manuale 5 marce    | 1.175              | 195          | 12"                 | 10                 | 08/1986-08/1987    |
| 1.8i                   | Caravan     | 18SEH  | 1796       | Iniezione elettronica Bosch L-Jetronic L3.1                                  | 115/5600       | 160/4600       | Manuale 5 marce    | 1.240              | 187          | 13"                 | 10                 | 08/1986-08/1987    |
| 2.0i Kat               | Berlina     | C20NEJ | 1998       | Iniezione elettronica Bosch Motronic M1.5                                    | 99/5200        | 170/2600       | Manuale 5 marce    | 1.235              | 190          | 11"9                | 9,6                | 07-1990–08-1992    |
| 2.0i Kat               | Berlina     | C20NEF | 1998       | Iniezione elettronica Bosch Motronic M1.5                                    | 100/5200       | 158/2600       | Manuale 5 marce    | 1.210              | 190          | 12"2                | 9,2                | 07/1990–08/1993    |
| 2.0i Kat               | Berlina     | C20NE  | 1998       | Iniezione elettronica Bosch Motronic 4.1/1.5                                 | 115/5400       | 170/2600       | Manuale 5 marce    | 1.235              | 195          | 11"                 | 8,4                | 08/1986-08/1993    |
| 2.0i Kat               | Caravan     | C20NEJ | 1998       | Iniezione elettronica Bosch Motronic M1.5                                    | 99/5200        | 170/2600       | Manuale 5 marce    | 1.265              | 180          | 12"3                | 9,8                | 07-1990–08-1992    |
| 2.0i Kat               | Caravan     | C20NEF | 1998       | Iniezione elettronica Bosch Motronic M1.5                                    | 100/5200       | 158/2600       | Manuale 5 marce    | 1.265              | 180          | 12"9                | 9,4                | 07/1990-08/1993    |
| 2.0i Kat               | Caravan     | C20NE  | 1998       | Iniezione elettronica Bosch Motronic 4.1/1.5                                 | 115/5400       | 170/2600       | Manuale 5 marce    | 1.265              | 187          | 12"                 | 8,8                | 08/1986-08/1993    |
| 2.0i                   | Berlina     | 20SE   | 1998       | Iniezione elettronica Bosch Motronic ML4.1                                   | 122/5400       | 175/2600       | Manuale 5 marce    | 1.200              | 200          | 10"                 | 8                  | 08/1986-08/1987    |
| 2.0i                   | Caravan     | 20SE   | 1998       | Iniezione elettronica Bosch Motronic ML4.1                                   | 122/5400       | 175/2600       | Manuale 5 marce    | 1.255              | 190          | 11"                 | 8,4                | 08/1986-08/1987    |
| 2.4                    | Berlina     | C24NE  | 2410       | Iniezione elettronica Bosch Motronic ML1.5                                   | 125/4800       | 195/ 2400-2600 | Manuale 5 marce    | 1.300              | 200          | 10"8                | 9,2                | 08-1988–08-1993    |
| 2.4                    | Caravan     | C24NE  | 2410       | Iniezione elettronica Bosch Motronic ML1.5                                   | 125/4800       | 195/ 2400-2600 | Manuale 5 marce    | 1.372              | 192          | 12"                 | 9,6                | 08-1988–08-1993    |
| 2.6                    | Berlina     | C26NE  | 2594       | Iniezione elettronica Bosch Motronic M1.5                                    | 150/5600       | 220/3600       | Cambio 5 marce     | 1.415              | 215          | 9"8                 | 10,4               | 08/1990-08/1993    |
| 2.6                    | Caravan     | C26NE  | 2594       | Iniezione elettronica Bosch Motronic M1.5                                    | 150/5600       | 220/3600       | Cambio 5 marce     | 1.467              | 208          | 10"5                | 10,6               | 08/1990-08/1993    |
| 3.0i Kat               | Berlina     | C30LE  | 2969       | Iniezione elettronica Bosch Motronic M4.1                                    | 156/5600       | 226/4200       | Cambio 5 marce     | 1.445              | 213          | 10"                 | 13                 | 08/1987-10/1989    |
| 3.0i Kat               | Berlina     | C30NE  | 2969       | Iniezione elettronica Bosch Motronic M4.1/1.5                                | 177/5600       | 240/4200       | Cambio 5 marce     | 1.465              | 227          | 9"                  | 12,5               | 08/1988-08/1992    |
| 3.0i Kat               | Caravan     | C30NE  | 2969       | Iniezione elettronica Bosch Motronic M4.1/1.5                                | 177/5600       | 240/4200       | Cambio 5 marce     | 1.500              | 220          | 9"3                 | 13                 | 08/1988-08/1992    |
| 3.0i                   | Berlina     | 30NE   | 2969       | Iniezione elettronica Bosch L2-Jetronic                                      | 177/5600       | 240/4400       | Cambio 5 marce     | 1.445              | 227          | 8"8                 | 10,5               | 08/1987-08/1988    |
| 3000 24v               | Berlina     | C30SE  | 2969       | Iniezione elettronica Bosch Motronic M1.5                                    | 204/6000       | 270/3600       | Cambio 5 marce     | 1.435              | 240          | 7"6                 | 10,4               | 10/1989-08/1990    |
| 3.0i 24v               | Berlina     | C30SEJ | 2969       | Iniezione elettronica Bosch Motronic M1.5                                    | 204/6000       | 270/3600       | Cambio 5 marce     | 1.435              | 240          | 7"6                 | 10,4               | 08/1990-08/1993    |
| 3.0i 24v               | Caravan     | C30SEJ | 2969       | Iniezione elettronica Bosch Motronic M1.5                                    | 200/6000       | 265/3600       | Cambio 5 marce     | 1.460              | 230          | 8"3                 | 10,6               | 08/1990-08/1993    |
| 3.0i 500 Evolution     | Berlina     | C30XEI | 2969       | Iniezione elettronica                                                        | 230/6700       | 280/3500       | Cambio 5 marce     | 1.545              | 235          | 7"6                 | 10,6               | 09/1990-08/1991    |
| Lotus 3.6i 24v Biturbo | Berlina     | C36GET | 3615       | Iniezione elettronica Rochester Delco GMP4, due turbocompressori Garrett T25 | 377/5200       | 557/4200       | Manuale 6 marce    | 1.690              | 283          | 5"4                 | 11,5               | 09/1990-08/1992    |
| Versioni diesel        |             |        |            |                                                                              |                |                |                    |                    |              |                     |                    |                    |
| 2.3 D                  | Berlina     | 23YD   | 2260       | Diesel aspirato, iniezione indiretta                                         | 73/4200        | 138/2400       | Manuale 5 marce    | 1.270              | 163          | 19"                 | 6,7                | 08/1986-08/1993    |
| 2.3 D                  | Caravan     | 23YD   | 2260       | Diesel aspirato, iniezione indiretta                                         | 73/4200        | 138/2400       | Manuale 5 marce    | 1.325              | 155          | 20"5                | 6,9                | 08/1986-08/1993    |
| 2.3 TD                 | Berlina     | 23YDT  | 2260       | Diesel, iniezione indiretta, turbocompressore KKK K24                        | 90/4200        | 190/2200       | Manuale 5 marce    | 1.295              | 176          | 14"5                | 6,9                | 08/1986-08/1988    |
| 2.3 TD                 | Caravan     | 23YDT  | 2260       | Diesel, iniezione indiretta, turbocompressore KKK K24                        | 90/4200        | 190/2200       | Manuale 5 marce    | 1.370              | 170          | 15"5                | 7,1                | 08/1986-08/1988    |
| 2.3 TD Intercooler     | Berlina     | 23DTR  | 2260       | Diesel, iniezione indiretta, turbocompressore KKK K24, intercooler           | 100/4200       | 218/ 2000-2200 | Manuale 5 marce    | 1.335              | 184          | 14"                 | 7                  | 08/1988-08/1993    |
| 2.3 TD Intercooler     | Caravan     | 23DTR  | 2260       | Diesel, iniezione indiretta, turbocompressore KKK K24, intercooler           | 100/4200       | 218/ 2000-2200 | Manuale 5 marce    | 1.397              | 176          | 15"                 | 7,2                | 08/1988-08/1993    |

## Omega B (1994-2003)

### Nascita del modello
Il progetto P2800 relativo alla seconda generazione della Omega, normalmente identificata come Omega B, venne avviato tra la fine del 1989 e l'inizio del 1990. Stavolta l'idea fu quella di andare a sostituire in un colpo solo sia la Omega A che la Senator B, quest'ultima di fascia più alta ma dagli esiti commerciali decisamente deludenti. Questa politica di concentrazione dei modelli non volle essere limitata solo a questi due modelli, ma anche ad altri modelli prodotti da altri marchi del gruppo General Motors. Questo per risparmiare sui costi di progettazione. Per lo stesso motivo si scelse di riutilizzare il pianale della Omega A, in particolare quello della Omega 3000 24v, caratterizzato da specifiche tarature della meccanica telaistica in grado di assicurare un comportamento su strada più sicuro. Altro diktat imposto dal direttivo della Opel fu quello di rendere il nuovo modello decisamente più completo per quanto riguardava la dotazione di sicurezza. Durante gli ultimi anni di commercializzazione della Omega A, infatti, le vendite cominciarono a calare sensibilmente proprio a causa del fatto che i modelli concorrenti si stavano gradualmente imponendo sul mercato grazie alle loro dotazioni di sicurezza sempre più complete. 
I primi muletti relativi alla Omega B vennero testati su strada a partire dal luglio 1992, mentre la presentazione in anteprima mondiale si ebbe al Salone di Ginevra del marzo 1994 produzione fu avviata il 29 aprile 1994.

### Design esterno ed interno
Rispetto alla vecchia Omega, il nuovo modello appariva gradevolmente rinnovato, con linee più morbide ed affusolate. Proposta anche in questo caso fin da subito sia come berlina che come station wagon, la seconda generazione della Omega risultava più lunga di dieci cm rispetto alla precedente, nonostante sfruttasse lo stesso pianale e con lo stesso identico passo (2,73 metri). Le linee generali risultavano più arrotondate e fluide, cercando di riproporre in chiave più evoluta i concetti tipici dell'ottimizzazione in fatto di aerodinamica. Nonostante ciò, però, il Cx della Omega B risultò leggermente peggiore rispetto al modello precedente, facendo registrare un valore di 0,29 contro lo 0,28 della Omega A. Come nelle ultime Omega A, anche qui l'intero perimetro del corpo vettura era percorso da un profilo cromato che passava sopra i due paraurti e a mezza altezza delle portiere, interrompendosi solo in corrispondenza dei passaruota. 
La parte anteriore della Omega B era profilata e spiovente, con un frontale ridotto in altezza e dominato principalmente dai gruppi ottici "a goccia" e a sviluppo orizzontale che racchiudevano al centro la calandra tagliata in due da un baffo cromato recante al centro il logo della casa di Rüsselsheim. Sotto ai gruppi ottici trovava posto il paraurti avvolgente dotato di fari fendinebbia e di prese d'aria per il raffreddamento dei freni. La vista laterale evidenziava la maggior inclinazione del parabrezza, che fra l'altro venne spostato in avanti di 186 mm per privilegiare l'abitacolo e lo spazio al suo interno. Vistosa anche la differenza fra i sottili montanti anteriori e i robusti montanti posteriori. La parte posteriore della Omega B era anch'essa molto tondeggiante e dominata dai gruppi ottici ovoidali e bombati. Il bagagliaio si apriva mediante una maniglia rappresentata dallo stemma della Opel posto al centro.
L'abitacolo della Omega B guadagnò spazio e doti di abitabilità grazie al già citato spostamento in avanti del parabrezza, ma anche grazie al riposizionamento dei sedili, grazie al quale lo spazio fra fila anteriore e posteriore aumentò leggermente, così come si riuscì ad aumentare lo spazio in larghezza sul divano grazie all'aumento della carreggiata posteriore. I passi avanti vennero percepiti anche per quanto riguardava le finiture e la qualità dei materiali utilizzati per plancia, pannelli porta, volante, sedili, ecc. Il posto guida della Omega B era caratterizzato anch'esso da una più elevata qualità costruttiva e da cruscotto e console centrale più eleganti e completi nelle loro dotazioni di strumenti, indicatori e spie. Il sedile del conducente era provvisto di numerose regolazioni (longitudinale, in altezza, in inclinazione e lombare), mentre il vano bagagli aveva una capacità di 530 litri.

### Dotazione
Si è già detto che il progetto P2800 impose in particolar modo che venisse incrementato il livello di sicurezza della vettura: per questo la Omega B venne dotata di serie, oltre che dell'ABS, anche del doppio airbag (lato guida e lato passeggero) e delle barre antintrusione nelle portiere. 
Oltre a ciò, per non rimanere indietro rispetto alla concorrenza anche su altri fronti, la dotazione di serie venne arricchita con il climatizzatore, i vetri elettrici sia davanti che dietro, l'impianto hi-fi ad otto casse, i retrovisori esterni regolabili dall'interno e riscaldabili e il computer di bordo (quest'ultimo già presente anche nella precedente Omega).

### La tecnica dellaOmega B

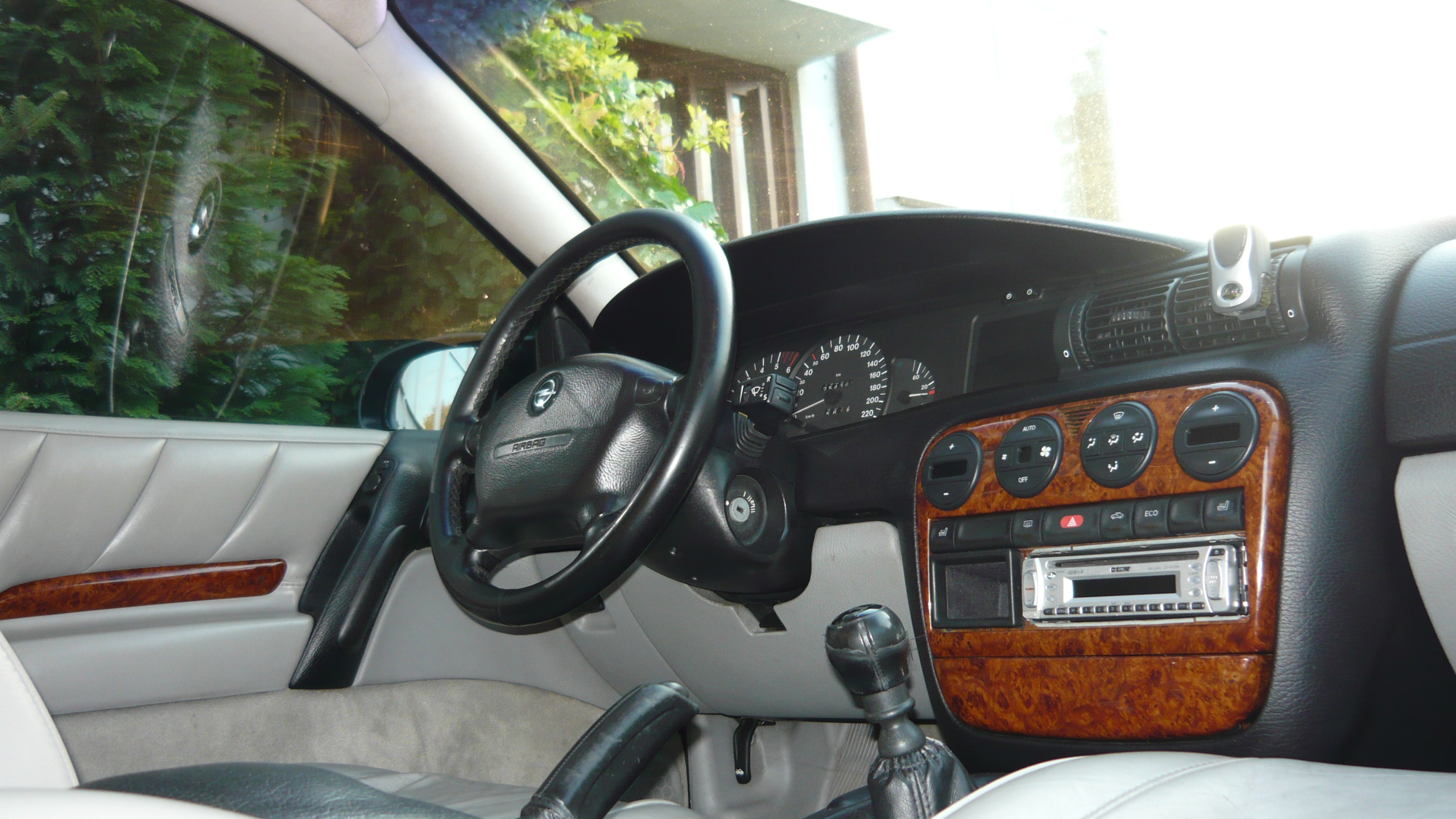
Il posto guida di una Omega B

La struttura a scocca portante della Omega B venne progettata tenendo in considerazione il fattore sicurezza passiva e quindi la realizzazione di una struttura a deformazione programmata, un concetto che ormai a quel punto tutti i costruttori consideravano come prioritario e che giustifica il leggero allungamento degli sbalzi anteriore e posteriore, da cui la maggior lunghezza del corpo vettura a fronte di un passo invariato. La Omega B è stata anche una delle prime Opel ad introdurre il concetto di ecosostenibilità quando ancora tale concetto non veniva ricordato a ritmo martellante dai media. In questo senso va inquadrato l'uso di materiali riciclabili per paraurti, cruscotto, minigonne, plancia e componenti in plastica presenti sotto il cofano motore. 
Come già detto, la Omega B sfruttò il pianale della precedente Omega, ma con diverse novità, a partire dal nuovo retrotreno multilink, mentre l'avantreno di tipo MacPherson venne corredato di barra antirollio. L'impianto frenante prevedeva dischi sulle quattro ruote (anteriori autoventilanti) con ABS di serie su tutta la gamma. Lo sterzo mantenne la precedente configurazione a circolazione di sfere.
Una grossa novità introdotta dalla Omega B sul piano tecnico riguardava il debutto dei nuovi motori Ecotec, con particolare riferimento al 2 litri 16v a benzina, che riduceva del 48% le emissioni inquinanti rispetto al precedente 2 litri, e ai due motori V6, sempre appartenenti alla famiglia Ecotec. In generale, al suo debutto, la Omega B venne proposta nelle seguenti motorizzazioni:

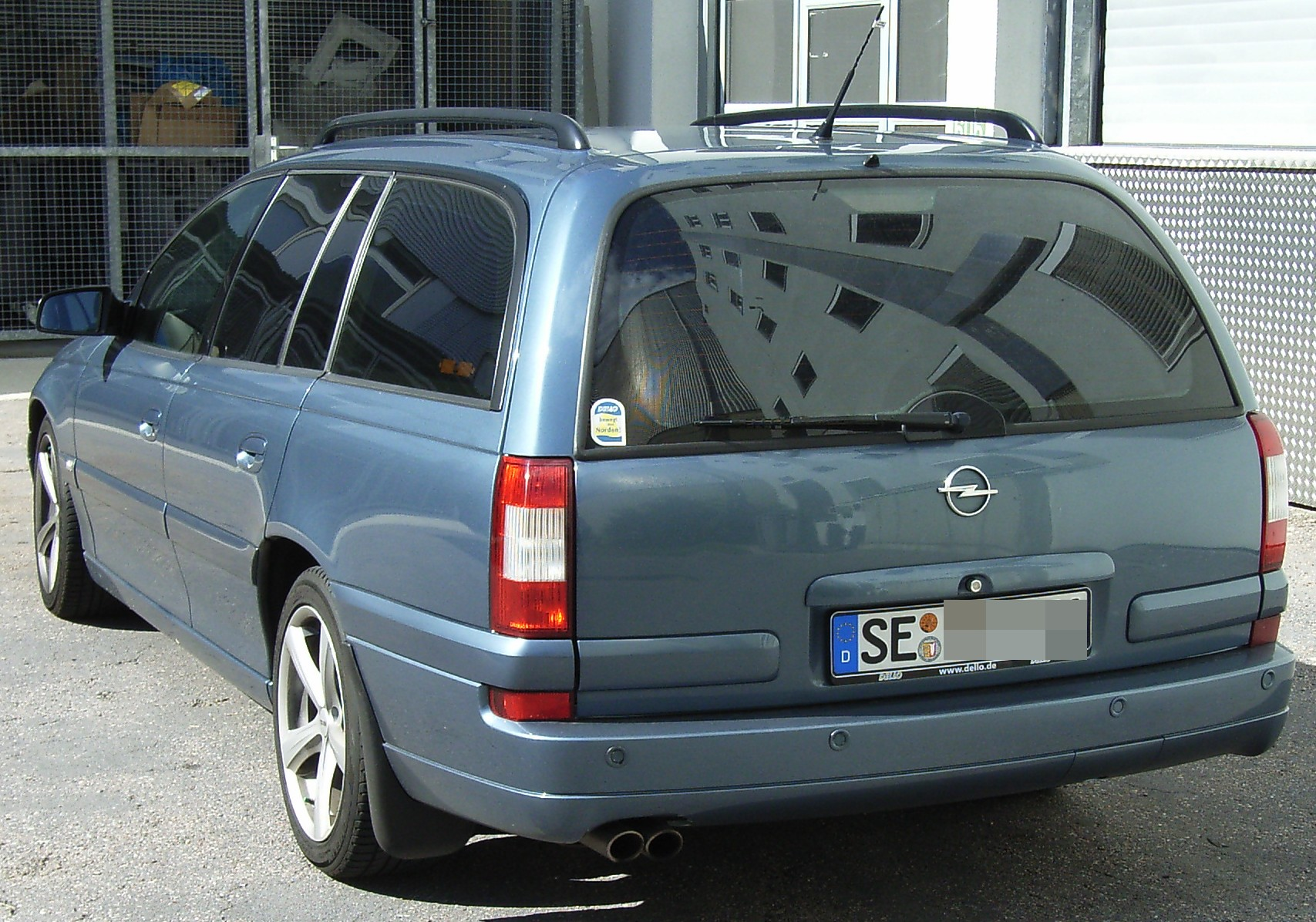
Vista posteriore di una Omega B Caravan

- 2.0i 8v: motorizzazione di base costituita da un'unità monoalbero da 1998 cm3 con potenza massima di 116 CV;
- 2.0i 16v: si tratta del nuovo motore Ecotec introdotto come una delle tante novità motoristiche nella gamma della Omega B. Caratterizzato sempre da una cilindrata di 1998 cm3, aveva la distribuzione bialbero a 4 valvole ed erogava una potenza massima di 136 CV;
- 2.5i V6 24v: altra novità nella gamma motori della Omega B fu questo V6 bialbero da 2498 cm3 con potenza massima di 170 CV;
- 3.0i V6 24v: alla stessa famiglia del motore 2.5 apparteneva anche questo 3 litri, sempre bialbero, con cilindrata di 2962 cm3 e con potenza massima di 211 CV. Si trattava della motorizzazione di punta nella gamma motoristica d'esordio;
- 2.5 TD: unico motore a gasolio previsto al debutto, si trattava in realtà di un motore di origine BMW, più precisamente appartenente alla famiglia M51, anche se la Opel lo identificava con la sigla X25DT o U25DT. Questo motore turbodiesel aveva una cilindrata di 2497 cm3 ed erogava una potenza massima di 131 CV.

Come spesso accade, non tutte le motorizzazioni erano distribuite uniformemente in tutti i mercati. Per esempio nel mercato italiano era inizialmente assente la versione a benzina da 2.5 litri, sopraggiunta però più tardi, nel 1996. Per quanto riguarda le varianti di trasmissione, su tutta la gamma era previsto di serie un cambio manuale a 5 marce, ma a richiesta era possibile ottenere un cambio automatico a 4 rapporti, sempre in abbinamento a qualsiasi motorizzazione.

### Evoluzione della gamma

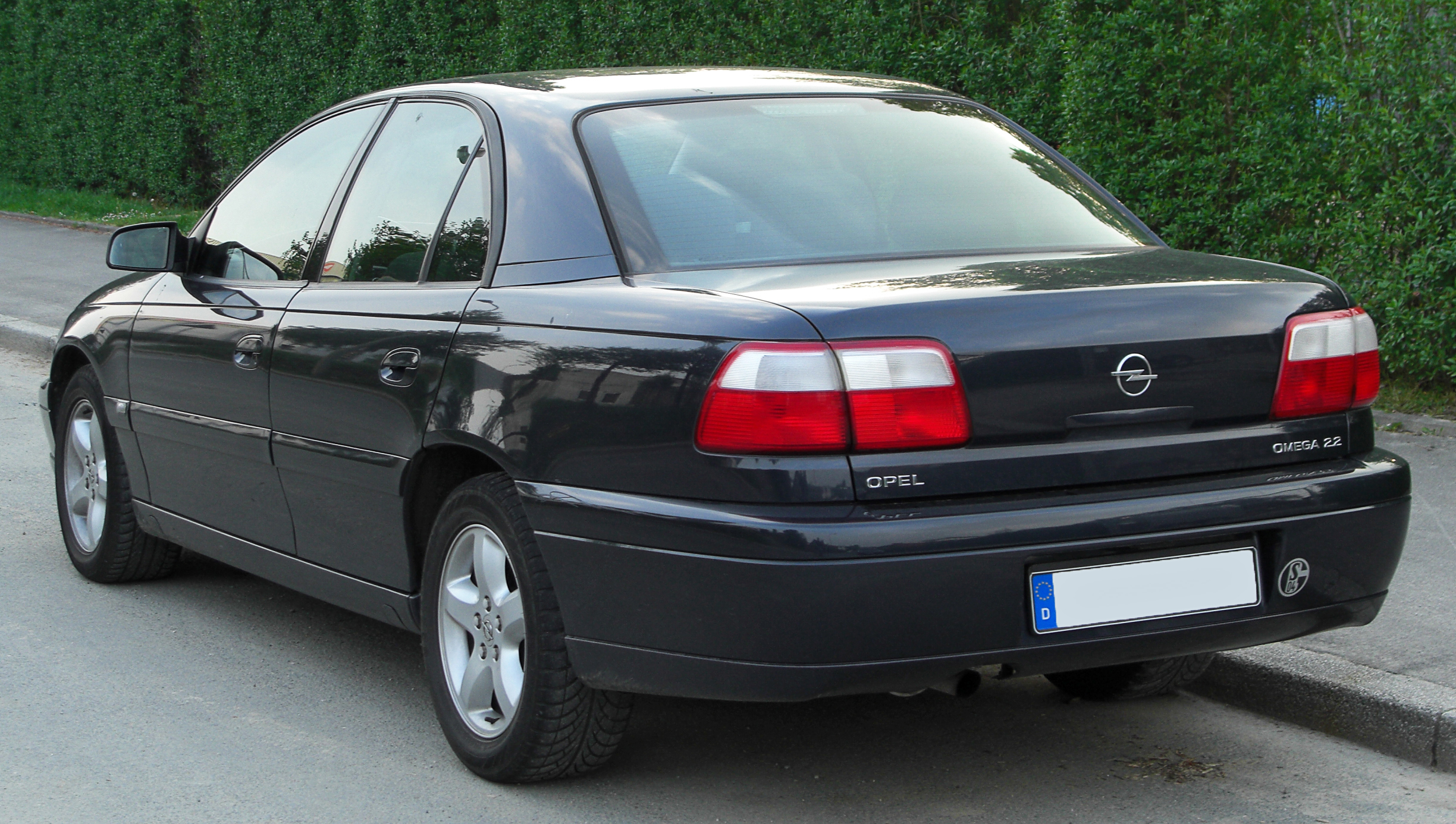
Vista posteriore di una Omega B dopo il restyling del 1999

La Omega B fu nuovamente proposta sia come berlina che come station wagon, quest'ultima anche con il motore V6 da 211 CV.
Durante i primi tre anni di carriera commerciale, la gamma della Omega B non subì aggiornamenti di sorta. Fu infatti solo nel 1997 che fu introdotto un nuovo propulsore 2 litri a gasolio ad iniezione diretta, in affiancamento al turbodiesel BMW da 2.5 litri. Tale nuovo motore, progettato e realizzato stavolta dalla Opel, erogava una potenza massima di 101 CV. Nel 1998 la dotazione divenne più ricca, andando a comprendere gli airbag laterali, i fari alla xenon (non per tutti gli allestimenti) e il controllo della trazione per i motori V6. Il 2 litri 16v venne inoltre dotato di contralberi di equilibratura per smorzare le vibrazioni e rendere così più silenzioso il motore stesso e più confortevole la marcia. Vi furono inoltre alcuni aggiornamenti di dettaglio all'impianto frenante e ad alcuni dispositivi elettronici. 
Nell'agosto del 1999 venne presentato il restyling della Omega B, con numerosi aggiornamenti estetici che comprendevano i nuovi gruppi ottici anteriori, il cofano solcato da due nervature longitudinali, i paraurti in tinta, la coda caratterizzata da nuovi gruppi ottici meno tondeggianti e le modanature laterali anch'esse in tinta. Nell'abitacolo vennero ridisegnati cruscotto e console centrale, mentre le versioni più ricche arrivarono a integrare una dotazione composta fra l'altro di rivestimenti in pelle, sedili regolabili elettricamente, cruise control, radio con caricatore CD e telefono. Per quanto riguardava la gamma motori, le due unità di base da 2 litri furono sostituite da un nuovo propulsore 2.2 litri 16V da 144 CV, che andò quindi a proporsi come base della gamma.

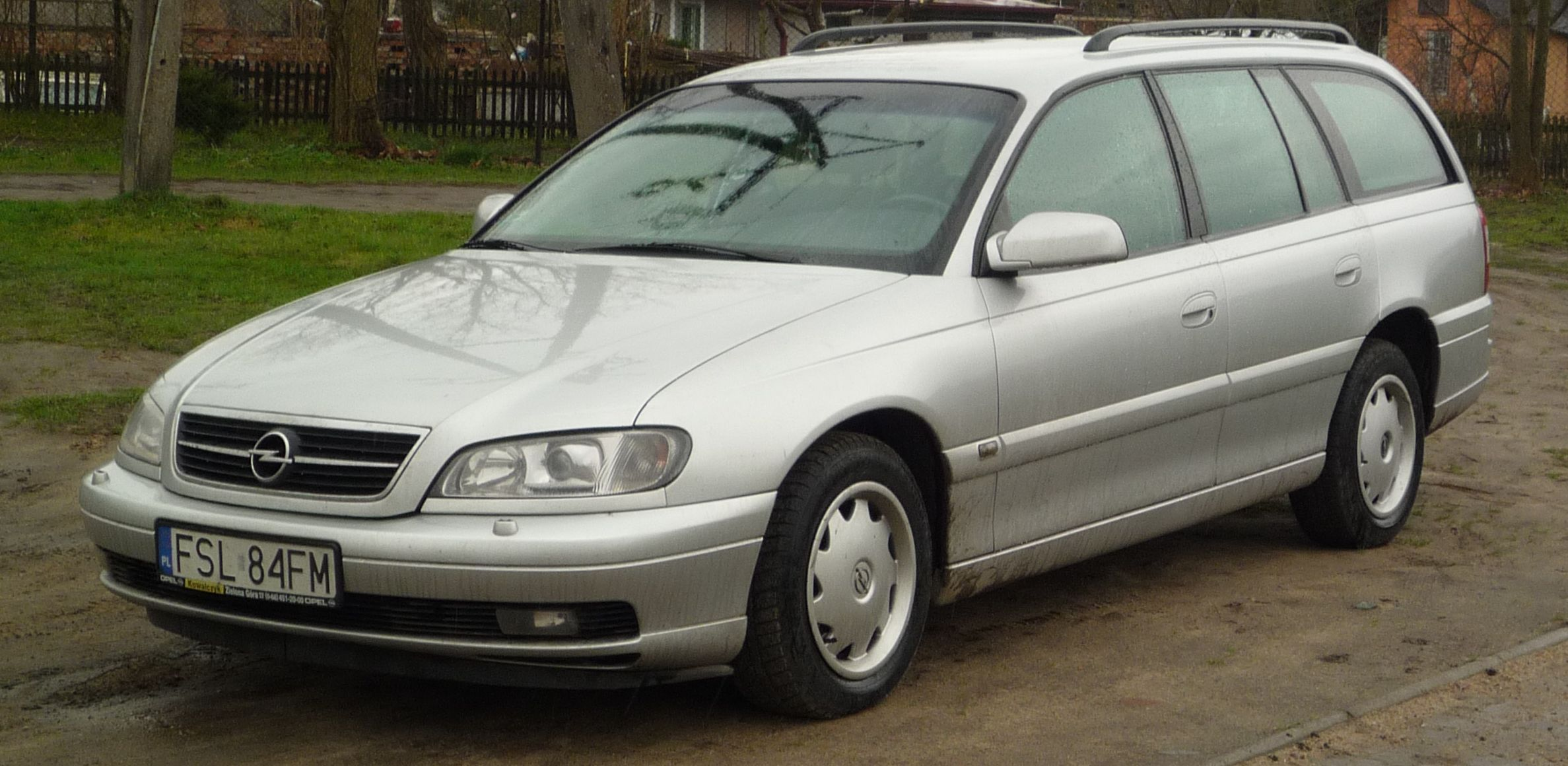
Una Omega Caravan dopo il restyling del 1999

Nell'ottobre del 2000, il V6 benzina da 2.5 litri fu sostituito da un nuovo 2.6, sempre in configurazione V6 e della potenza massima di 179 CV, mentre dall'altra il 2 litri turbodiesel fu rimpiazzato da un 2.2 DTI da 120 CV, sempre ad iniezione diretta, ma non ancora dotato di quella tecnologia common rail che proprio in quegli anni stava cominciando a diffondersi presso diversi altri costruttori. 
Pochi mesi dopo, nel febbraio del 2001, fu il V6 da 3 litri ad essere sostituito, in questo caso da un V6 da 3.2 litri, solo di poco più potente per privilegiare invece l'elasticità di marcia. Nel mese di giugno, il 2.5 TD con precamera venne sostituito da un altro 2.5, sempre di origine BMW, ma con alimentazione ad iniezione diretta e potenza massima di 150 CV. Nello stesso anno, per pochissimo tempo, solo qualche settimana, fu messa in listino una "super-Omega", denominata Omega V8 e dotata, appunto, di un V8 Chevrolet da 5.7 litri, per ben 310 CV di potenza massima, velocità massima di 250 km/h autolimitata e scatto da 0 a 100 km/h in 7": la vettura fu tolta di produzione dopo pochissimo a causa di problemi di affidabilità. La Omega V8 per brevissimo tempo fece capolino nei listini pubblicati da alcune riviste specializzate, ma la precipitosità con cui tale modello venne tolto di listino ne fece un oggetto misterioso, che secondo alcune fonti non arrivò mai a far parte della gamma ufficiale della Omega B.
La produzione della Omega cessò alla fine del 2003, senza che fosse stata nel frattempo progettata una nuova ammiraglia in grado di raccoglierne l'eredità, dato che il numero di vendite era in continua diminuzione, come del resto per altre ammiraglie concorrenti: proprio per questo, paradossalmente, la Omega rimase in listino per tutto il 2004. D'altra parte, la versione familiare della terza generazione della Opel Vectra aveva dimensioni più simili a quella della Omega (la SW dalle dimensioni della Vectra divenne la Opel Signum) e sostituì, parzialmente, il ruolo della Omega.
Il vuoto lasciato dall'Omega è stato, a partire dal 2008, pressoché definitivamente colmato con l'avvento del modello Opel Insignia, che sostituiva di fatto la Vectra ma aveva dimensioni ed ambizioni decisamente superiori proprio per porsi come via di mezzo tra la Vectra e a quella che era stata l'Omega.

### Tabella riepilogativa
Nella seguente tabella sono riportati i dati tecnici relativi alle principali versioni della Omega B. I dati tra parentesi sono relativi alla versione station wagon:
| Opel Omega B (1994-2003) |             |              |            |                                                                     |                |               |                       |                    |              |                     |                    |                    |
| Modello                  | Carrozzeria | Motore       | Cilindrata | Alimentazione                                                       | Potenza CV/rpm | Coppia Nm/rpm | Cambio/ N°rapporti    | Massa a vuoto (kg) | Velocità max | Acceler. 0–100 km/h | Consumo (l/100 km) | Anni di produzione |
| Versioni a benzina       |             |              |            |                                                                     |                |               |                       |                    |              |                     |                    |                    |
| 2.0i 8v                  | Berlina     | X20SE        | 1998       | Iniezione elettronica Bosch Motronic M 1.5.4                        | 116/5400       | 178/2800      | Manuale 5 marce       | 1.410              | 195          | 13"                 | 8,6                | 01/1999-08/1999    |
| 2.0i 8v                  | Caravan     | X20SE        | 1998       | Iniezione elettronica Bosch Motronic M 1.5.4                        | 116/5400       | 178/2800      | Manuale 5 marce       | 1.460              | 187          | 14"                 | 8,9                | 01/1999-08/1999    |
| 2.0i 16v                 | Berlina     | X20XEV       | 1998       | Iniezione elettronica Siemens Simtec 56.1                           | 136/5600       | 185/4000      | Manuale 5 marce       | 1.425              | 210          | 11"                 | 8,5                | 01/1999-08/1999    |
| 2.0i 16v                 | Caravan     | X20XEV       | 1998       | Iniezione elettronica Siemens Simtec 56.1                           | 136/5600       | 185/4000      | Manuale 5 marce       | 1.475              | 202          | 11"5                | 8,7                | 01/1999-08/1999    |
| 2.2i 16v                 | Berlina     | Y22XE/ Z22XE | 2198       | Iniezione elettronica Siemens Simtec 71                             | 144/5600       | 185/4000      | Manuale 5 marce       | 1.425              | 210          | 11"                 | 8,5                | 08/1999–06/2003    |
| 2.2i 16v                 | Caravan     | Y22XE/ Z22XE | 2198       | Iniezione elettronica Siemens Simtec 71                             | 144/5600       | 185/4000      | Manuale 5 marce       | 1.475              | 202          | 11"5                | 8,7                | 08/1999–06/2003    |
| 2.5i V6 24v              | Berlina     | X25XE        | 2498       | Iniezione elettronica Bosch Motronic M 2.8.1                        | 170/6000       | 227/3200      | Manuale 5 marce       | 1.510              | 223          | 9"5                 | 9,1                | 01/1994–09/2000    |
| 2.5i V6 24v              | Caravan     | X25XE        | 2498       | Iniezione elettronica Bosch Motronic M 2.8.1                        | 170/6000       | 227/3200      | Manuale 5 marce       | 1.560              | 215          | 10"                 | 9,3                | 01/1994–09/2000    |
| 2.6i V6 24v              | Berlina     | Y26SE        | 2597       | Iniezione elettronica Bosch Motronic M 3.1.1                        | 180/6000       | 240/3400      | Manuale 5 marce       | 1.535              | 229          | 9"5                 | 10,7               | 10/2000–06/2003    |
| 2.6i V6 24v              | Caravan     | Y26SE        | 2597       | Iniezione elettronica Bosch Motronic M 3.1.1                        | 180/6000       | 240/3400      | Manuale 5 marce       | 1.580              | 221          | 10"                 | 10,9               | 10/2000–06/2003    |
| 3.0i V6 24v              | Berlina     | X30XE        | 2962       | Iniezione elettronica Bosch Motronic M 2.8.1                        | 211/6000       | 270/3400      | Manuale 5 marce       | 1.590              | 243          | 8"5                 | 10,8               | 04/1994–02/2001    |
| 3.0i V6 24v              | Caravan     | X30XE        | 2962       | Iniezione elettronica Bosch Motronic M 2.8.1                        | 211/6000       | 270/3400      | Manuale 5 marce       | 1.655              | 235          | 9"                  | 11                 | 04/1994–02/2001    |
| 3.2i V6 24v              | Berlina     | Y32SE        | 3175       | Iniezione elettronica Bosch Motronic M 3.1.1                        | 218/6000       | 290/3400      | Automatico 4 rapporti | 1.635              | 240          | 9"                  | 11,8               | 02/2001–06/2003    |
| 3.2i V6 24v              | Caravan     | Y32SE        | 3175       | Iniezione elettronica Bosch Motronic M 3.1.1                        | 218/6000       | 290/3400      | Automatico 4 rapporti | 1.658              | 232          | 9"5                 | 11,9               | 02/2001–06/2003    |
| Versioni a gasolio       |             |              |            |                                                                     |                |               |                       |                    |              |                     |                    |                    |
| 2.0 DTI 16v              | Berlina     | X20DTH       | 1995       | Diesel iniezione diretta, turbocompressore Garrett T15, intercooler | 101/4300       | 205/1600      | Manuale 5 marce       | 1.540              | 186          | 15"                 | 6,1                | 09/1997–09/2000    |
| 2.0 DTI 16v              | Caravan     | X20DTH       | 1995       | Diesel iniezione diretta, turbocompressore Garrett T15, intercooler | 101/4300       | 205/1600      | Manuale 5 marce       | 1.595              | 180          | 16"                 | 6,3                | 09/1997–09/2000    |
| 2.2 DTI 16v              | Berlina     | Y22DTH       | 2172       | Diesel iniezione diretta, turbocompressore, intercooler             | 120/4000       | 280/1600      | Manuale 5 marce       | 1.595              | 195          | 12"5                | 7,1                | 10/2000–06/2003    |
| 2.2 DTI 16v              | Caravan     | Y22DTH       | 2172       | Diesel iniezione diretta, turbocompressore, intercooler             | 120/4000       | 280/1600      | Manuale 5 marce       | 1.655              | 180          | 13"                 | 7,3                | 10/2000–06/2003    |
| 2.5 TD                   | Berlina     | X25DT        | 2497       | Diesel iniezione indiretta, turbocompressore, intercooler           | 130/4500       | 250/2200      | Manuale 5 marce       | 1.525              | 200          | 12"                 | 7,4                | 04/1994–08/2001    |
| 2.5 TD                   | Caravan     | X25DT        | 2497       | Diesel iniezione indiretta, turbocompressore, intercooler           | 130/4500       | 250/2200      | Manuale 5 marce       | 1.575              | 195          | 13"                 | 7,7                | 04/1994–08/2001    |
| 2.5 DTI 24v              | Berlina     | Y25DT        | 2497       | Diesel iniezione indiretta, turbocompressore, intercooler           | 150/4000       | 300/1700      | Manuale 5 marce       | 1.610              | 208          | 10"5                | 7,6                | 06/2001–06/2003    |
| 2.5 DTI 24v              | Caravan     | Y25DT        | 2497       | Diesel iniezione indiretta, turbocompressore, intercooler           | 150/4000       | 300/1700      | Manuale 5 marce       | 1.660              | 200          | 11"                 | 7,8                | 06/2001–06/2003    |

### Attività sportiva
Della Opel Omega B venne realizzata una versione da competizione adatta alla partecipazione nel campionato tedesco V8 Star che si svolse tra il 2001 e il 2003. Il design della vettura era stato reso più aerodinamico con l'introduzione di nuovi componenti aerodinamici ed erano stati adottati i sistemi di sicurezza prescritti dal regolamento FIA. Il propulsore era stato potenziato per erogare la potenza di 500 CV, mentre la scocca era stata realizzata in fibra di vetro. Tutto ciò permetteva alla vettura il raggiungimento di una velocità massima di 310 km/h.

## Le altre Omega

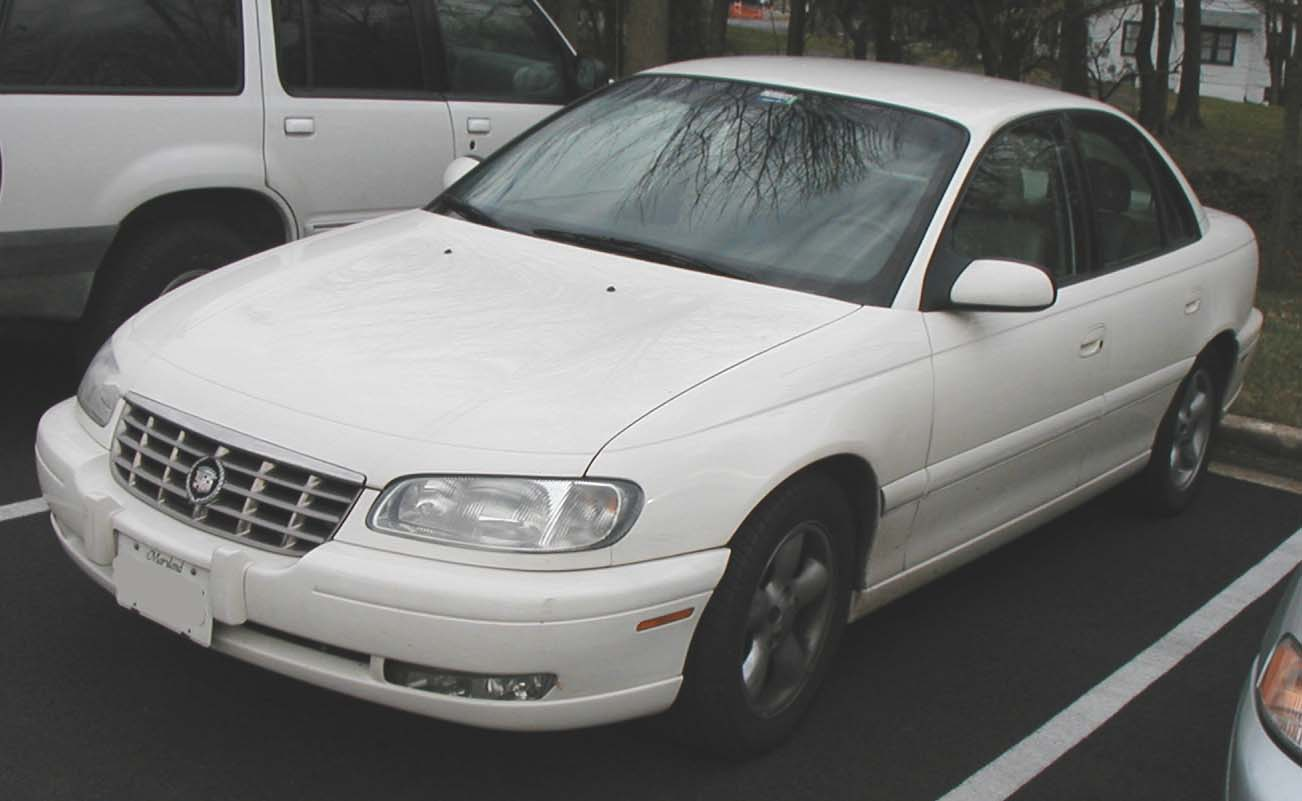
Una Cadillac Catera, versione rimarchiata della Omega venduta negli Stati Uniti

Nel Regno Unito, la Omega A era venduta come Vauxhall Carlton, e la Omega B come Vauxhall Omega. La Omega era anche costruita e venduta in Brasile, dove era conosciuta come Chevrolet Omega e Suprema (station-wagon). La versione A della Omega B MV6 era anche venduta in Nord America con il nome di Cadillac Catera dal 1996 al 2001.
Tornando nuovamente al Regno Unito, la Omega era l'auto comunemente utilizzata dalla Polizia locale; successivamente, a seguito della cessazione della produzione, l'autovettura in forza alla polizia è divenuta la Vauxhall Vectra. La Omega è anche stata convertita in limousine ed in versione carro funebre.